# Dows (Iowa)
Dows – miasto w Stanach Zjednoczonych, w stanie Iowa, w hrabstwach Wright, Franklin. Zgodnie ze spisem statystycznym z 2000 roku, miasto liczyło 675 mieszkańców.